# Alexandr Michajlovič Bělonogov
Alexandr Michajlovič Bělonogov (rusky Александр Михайлович Белоногов; * 15. května 1931) je sovětský a ruský diplomat, stálý zástupce Sovětského svazu při Organizaci spojených národů v letech 1986 až 1990.

## Život
Vystudoval Státní institut mezinárodních vztahů v Moskvě. V letech 1984 až 1986 byl sovětským velvyslancem v Egyptě, následně působil do roku 1990 jako stálý zástupce Sovětského svazu při OSN. V období let 1990 až 1991 zastával post zástupce ministra zahraničních věcí SSSR, kde dohlížel na vztahy se zeměmi Blízkého a Středního východu. Po rozpadu SSSR působil v letech 1992 až 1998 jako ruský velvyslanec v Kanadě. Poté odešel do důchodu.

## Dílo
- Белый дом и Капитолий: партнеры и соперники : Принятие Соединенными šтатами Америки международныч обязательств. (česky Bílý dům a Kapitol: partneři i soupeři: přijetí mezinárodních závazků Spojenými státy americkými) Международные отношениâ, 1974. 197 s.
- МИД-Кремль-Кувейтский кризис: замминистра иностранных дел СССР рассказывает. (česky MZV-Kreml-Kuvajtská krize: náměstek ministra zahraničních věcí SSSR vypráví) ОЛМА-Пресс, 2001. 414 s.
- Посол в стране пирамид: из воспоминаний дипломата. (česky Velvyslanec v zemi pyramid: ze vzpomínek diplomata) Институт востоковедения РАН, 2008. 365 s.
- Миссия в Канаду. (česky Mise v Kanadě) МГИМО-Университет, 2011. 482 s.